# Jaguar XK120

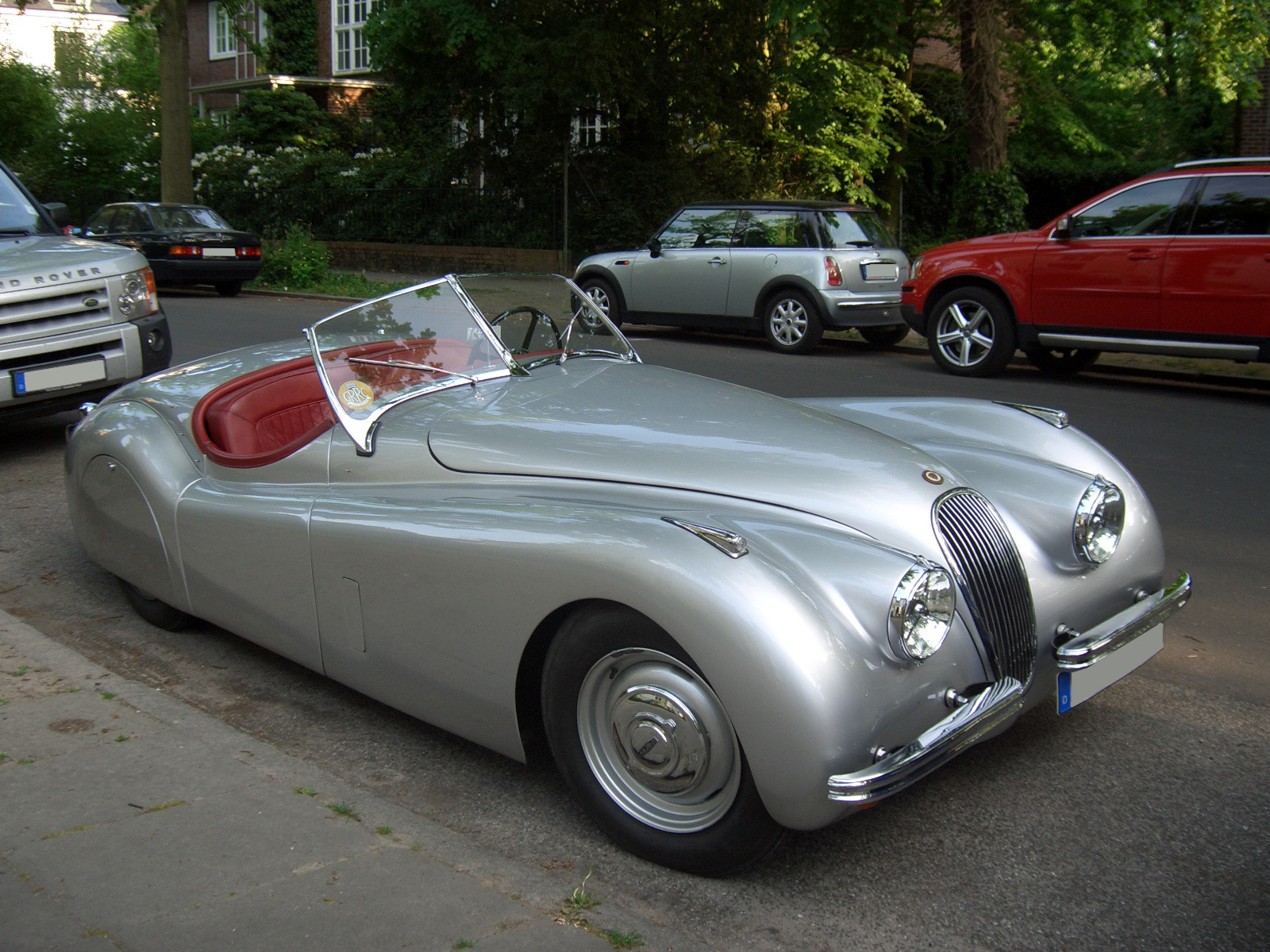
Jaguar XK120 coupe

Jaguar XK120 – sportowy samochód osobowy produkowany przez brytyjską firmę Jaguar Cars w latach 1948–1954. Dostępny jako 2-drzwiowe coupé lub 2-drzwiowy roadster. Następca modelu SS100. Do napędu użyto silnika R6 o pojemności 3,4 litra. Moc przenoszona była na oś tylną. Samochód został zastąpiony przez model XK140. Wyprodukowano 12.055 egzemplarzy.

## Historia
Prezentacja tego modelu Jaguara miała miejsce podczas Earl Court Motor Show w Londynie, w 1948 roku. W czasach, gdy większość takich samochodów na szosach miała wciąż oddzielone od bryły karoserii błotniki, jednorodna karoseria dawała wrażenie nowoczesności. Całości dopełniały idealne proporcje karoserii. Dodatkowo Jaguar był wyposażony w nowy, 6-cylindrowy silnik o pojemności 3,4 l z dwoma wałkami rozrządu w głowicy. Ten typ konstrukcji silnika wcześniej stosowane tylko w samochodach wyścigowych. Symbol 120 miał oznaczać maksymalną prędkość auta w milach na godzinę. Podczas oficjalnego pokazu w Belgii okazało się jednak że pojazd o standardowym nadwoziu z szybą i postawionym dachem osiągnął prędkość 126 mil na godzinę, czyli 202 km/h. 
Przed wojną zakłady Jaguara montowały silniki produkowane przez firmę Standard, z własnymi górnozaworowymi głowicami; dwuwałkowy silnik serii XK był zatem zupełną nowością. Opracowano go pod koniec wojny dla nowego sedana który miał bez trudu osiągać prędkość rządu 160 km/h. Ostatecznie Jaguar Mark VII pojawił się dopiero w 1951 roku. Oddzielne od karoserii nadwozie tworzyła rama z masywnych podłużnic o profilu skrzynkowym, połączonych poprzecznymi elementami. 
Zawieszenie przednie Jaguara XK120 stanowiły wahacze poprzeczne i drążki skrętne, zaś tylne stanowił sztywny most napędowy na resorach piórowych. 
Jaguar nie przewidywał dużego popytu na model XK120, budował więc karoserie pierwszych egzemplarzy w tradycyjny sposób - ręcznie montując aluminiowe płaty poszycia na drewnianym szkielecie nadwozia. Kiedy zaczęły napływać liczne zamówienia, aby im sprostać producent przestawił się na bardziej przemysłowe metody produkcji i aluminium zastąpił stalą, co odróżniało kolejne egzemplarze od pierwszych 240 Jaguarów XK120. Przez pierwszych 18 miesięcy większość aut produkowano z przeznaczeniem na eksport. Model XK120 pojawił się na rynku krajowym dopiero na początku lat 50.
Swój imponujący jak na owe czasy wygląd Jaguar XK120 w pewnym stopniu zawdzięczał wpływom stylistyki nadwozi włoskiej firmy Touring, znanej z Alf Romeo, czy BMW, ścigających się w Mille Miglia pod koniec okresu międzywojennego.

## Dane techniczne

### Silnik
- R6 3,4 l (3442 cm³), 2 zawory na cylinder, DOHC[1]
- Układ zasilania: dwa gaźniki SU[1]
- Średnica cylindra × skok tłoka: 81,00 mm × 104,00 mm[1]
- Stopień sprężania: 9,0:1
- Moc maksymalna: 160 KM przy 5000 obr./min[1]
- Maksymalny moment obrotowy: 275 N•m przy 4000 obr./min
- Napęd: na tylną oś[1]

### Osiągi
- Przyspieszenie 0-100 km/h: 10,0 s[4]
- Prędkość maksymalna: 200 km/h[4]
- Średnie zużycie paliwa: 14,3 l / 100 km[4]